# Oxyopes extensipes
Oxyopes extensipes är en spindelart som först beskrevs av Butler 1876.  Oxyopes extensipes ingår i släktet Oxyopes och familjen lospindlar. Inga underarter finns listade i Catalogue of Life.